# ازدواج همجنس در یوتا
ازدواج همجنس در یوتا در دسامبر ۲۰۱۳ قانونی شد اما در ژانویه ۲۰۱۴ با حکم دیوان عالی آمریکا به حالت تعلیق درآمد. ازدواج همجنس در این ایالت پس از حکم دیوان عالی ایالات متحده آمریکا در سال ۲۰۱۵ قانونی شد.

## تاریخچه
ایالت یوتا در نوامبر ۲۰۰۴ ازدواج را به عنوان پیوندی میان یک مرد و یک زن تعریف کرد و بدین ترتیب ممنوعیتی بر ازدواج همجنس وضع نمود. در ۲۰ دسامبر ۲۰۱۳ یک دادگاه ناحیه‌ای در سالت‌لیک‌سیتی ممنوعیت ازدواج در آن ایالت را برخلاف قانون اساسی ایالات متحده آمریکا دانست. بدین ترتیب ازدواج همجنس در یوتا آغاز گشت. در همان روز دادستان ایالت اعلام کرد که برای تعلیق حکم دادگاه درخواست خواهد داد. در ۲۴ دسامبر دادگاه استیناف حوزه دهم درخواست مقامات ایالت برای تعلیق حکم دادگاه ناحیه‌ای را رد کرد. بنابراین ازدواج همجنس در یوتا ادامه یافت.
دیوان عالی ایالات متحده آمریکا در ۶ ژانویه ۲۰۱۴ به درخواست فرماندار جمهوری‌خواه، گری هربرت، ازدواج همجنس در یوتا را متوقف کرد. تا آن تاریخ بیش از ۱۰۰۰ ازدواج زوج‌های همجنس در یوتا ثبت شده بود که مقامات اعلام کردند آن‌ها را به رسمیت نخواهند شناخت. در ۲۵ ژوئن ۲۰۱۴ دادگاه استیناف حوزه دهم در دنور با رأی ۲ به ۱ تصمیم دادگاه ناحیه‌ای در دسامبر ۲۰۱۳ را تأیید کرد. پس از آن دادستان اعلام نمود که به این تصمیم اعتراض خواهد کرد و فرماندار، گری هربرت نیز از این تصمیم ابراز ناامیدی کرد.